# Bryan Mbeumo
Bryan Tetsadong Marceau Mbeumo (født 7. august 1999) er en fransk-camerounsk professionel fodboldspiller, som spiller som angriber for Premier League-klubben Manchester United og Camerouns landshold.

## Klubkarriere

### Troyes
Mbeumo begyndte sin karriere hos Troyes, hvor han fik sin seniordebut den 17. februar 2018 i en Ligue 1-kamp imod Metz. Hans gennembrud kom i 2018-19 sæsonen, hvor han blev etableret som en fast mand på holdet.

### Brentford
Mbeumo skiftede i august 2019 til EFL Championship-klubben Brentford i en aftale som gjorde ham til klubbens dyreste køb nogensinde på tidspunktet. Han imponerede stort i sin debutsæson, da han scorede 15 sæsonmål. I hans anden sæson var han med til at Brentford rykkede op i Premier League for første gang i klubbens historie.
Den 8. januar 2022 scorede Mbeumo det første hattrick i hans karriere, da han scorede tre mål i en 4-1 sejr imod Port Vale i FA Cupen.
Mbeumo havde sin bedste sæson som målscorer i 2024-25 sæsonen, da han scorede 20 mål i ligaen.

### Manchester United
Mbeumo skiftede i juli 2025 til Manchester United i en aftale som gjorde ham til Brentfords dyreste salg nogensinde.

## Landsholdskarriere

### Frankrig
Mbeumo har repræsenteret Frankrig på flere ungdomsniveauer.

### Cameroun
Mbeumo valgte i august 2022 at skifte til at repræsentere Cameroun. Han fik sin landsholdsdebut den 23. september af samme år i en kamp imod Usbekistan.

## Privat
Mbuemo er født i Avallon til en fransk mor og camerounsk far.